# Aïkido Yuishinkaï
L'Aïkido Yuishinkai international (japonais : 合気道 唯心 会) est un style d'aïkido fondé en 1996 par  Maruyama Koretoshi senseï, un uchi deshi de  Ueshiba Morihei senseï et instructeur de l'Aïkikaï. Il devint par la suite président et chef instructeur de la Ki no Kenkyukai fondé par  Toheï Koichi senseï. 
Il reçut son 6e dan de  Ueshiba Morihei senseï et son 8e dan de Koichi Toheï senseï.

## Enseignement
Ce style d'aïkido axe sa recherche sur un travail de relaxation, d'extension du souffle et d'attention bienveillante à autrui. Il est cependant une voie martiale exigeante. On s'exerce à mains nues, au bokken (sabre en bois) au jo (bâton) et au tanto (couteau en bois).
Maître Maruyama met en avant l'unité des aïkidokas par-delà les orientations stylistiques : " Chaque rivière possède un nom. Cependant, ces noms disparaissent quand ils se jettent dans le grand océan. L’aïkido possède de nombreux styles et autant de noms mais l’aïkido demeure l’aïkido. C’est ma vision et mon espoir, qu’à l’instar les fleuves, ils coulent ensemble et s’unissent comme un seul. "
Il est pratiqué dans de nombreux  dojos au Japon, en Australie, en Nouvelle-Zélande, à Singapour, aux Philippines,en Argentine, aux Pays-Bas, en Allemagne, au Danemark, au Royaume-Uni, en Norvège, en Italie, en Russie, en France et aux États-Unis.